# Viciria fuscimana
Viciria fuscimana är en spindelart som beskrevs av Simon 1903. Viciria fuscimana ingår i släktet Viciria och familjen hoppspindlar. Inga underarter finns listade i Catalogue of Life.